# Fatumeta (Foho-Ai-Lico)
Fatumeta ist eine osttimoresische Siedlung im Suco Foho-Ai-Lico (Verwaltungsamt Hato-Udo, Gemeinde Ainaro).

## Geographie und Einrichtungen
Das Dorf befindet sich im Süden der Aldeia Ainaro-Quic auf einer Meereshöhe von 9 m, nahe der Timorsee. Die Häuser bilden keine geschlossene Siedlung, sondern breiten sich entlang der Hauptstraße aus. Nordöstlich liegt das Dorf Aimorbada.
In Fatumeta befindet sich eine Grundschule.